# Mas Martí de la Pujada
El Mas Martí de la Pujada és una masia d'Argentona (Maresme) protegida com a Bé Cultural d'Interès Local.

## Descripció
Masia de tipus basilical, de planta baixa, pis i golfes.
La façana té el porta d'entrada de pedra, igual que les finestres del pis. Les tres finestres de les golfes en canvi són fetes modernament.
El mas té afegits de molts cossos, especialment a migdia, aprofitant el desnivell del terreny.
En aquesta masia hi havia una capella dedicada a Sant Martí, esmentada des del segle xvi.